# Troll A
Die Troll A ist die größte Gasförderplattform und gleichzeitig die größte Bohrinsel der Welt. Sie dient der Förderung von Erdgas aus dem Troll-Gasfeld in der norwegischen ausschließlichen Wirtschaftszone der Nordsee.

## Troll-Gasfeld
Das Troll-Gasfeld liegt rund 100 km vor der norwegischen Küste, westlich von Bergen. 1979 wurde dort erstmals Erdgas entdeckt. Das Gasfeld gilt als größter Erdgasfund in der Nordsee und soll für 50 bis 70 Jahre Erdgas liefern. Von hier wird das geförderte Erdgas per Rohrleitung (Pipeline) in verschiedene Länder Europas exportiert. Das Troll-Gasfeld wird von der norwegischen Ölgesellschaft Equinor (ehemals Statoil) betrieben. Es wurde unter Leitung des Shell-Konzerns erschlossen. Die Planungen dauerten bis 1990, der Bau der Bohrinsel und die Erschließung des Gasfeldes erfolgten 1992 bis 1995.

## Bau der Bohrinsel

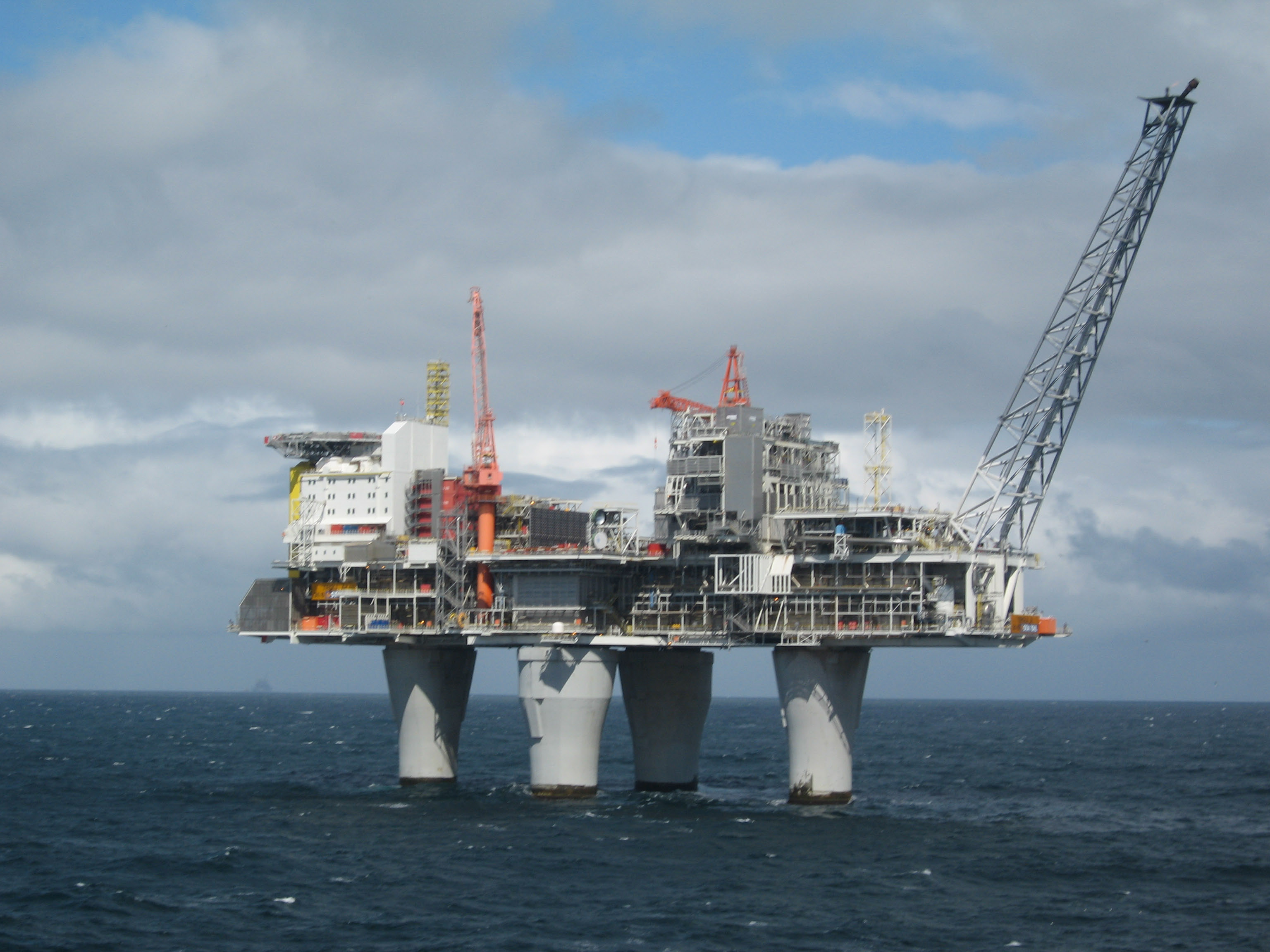
Die Troll A von Südosten

1992 begann die norwegische Firma Aker Kværner mit dem Bau der Bohrinsel der Condeep-Konstruktion. 1993 wurde zunächst ein 36 Meter hoher Grunddom im Trockendock von Stavanger gebaut, auf dem dann ab Sommer 1994 im norwegischen Vats Fjord die vier je 343 Meter hohen Betonsäulen gebaut wurden. Dabei kam ein besonderes Verfahren der österreichischen Firma Gleitbau zum Einsatz, das mittels einer Gleitschalung den Bau in einem Zug ermöglichte und damit die Bauzeit kurz halten konnte. Der Hauptvorteil dieses Verfahrens besteht jedoch darin, dass die Säulen quasi aus einem Stück gegossen werden konnten. Hintergrund ist, dass bei derart hochbelasteten und kritischen Strukturen jedwede Verbindungsnaht einen potenziellen Schwachpunkt darstellen würde, weswegen die Anwendung der Gleitschalung hier besonders wichtig war.
Ebenfalls an Land wurde aus verschiedenen Modulen die 22.500 Tonnen schwere Arbeitsplattform zusammengesetzt, so dass im Januar 1995 das „Rendezvous“ aus dem Bohrinsel-Unterteil und der Arbeitsplattform beginnen konnte. Dazu wurden die Ballasttanks im Sockel sowie die gesamten Säulen geflutet und im Fjord abgesenkt, so dass die vier Säulen nur noch 6,5 Meter über den Wasserspiegel ragten. Dann konnte die auf Pontons schwimmende Arbeitsplattform von Schleppern über die Säulen gezogen werden.
Bei einem gleichartigen Manöver einer Schwesterplattform der Troll A – der Sleipner A – kam es beim Fluten der Säulen zu einem Unfall. Auf Grund der Druckverhältnisse implodierten die Säulen und sanken auf den Meeresboden. Der Aufschlag auf den Meeresboden konnte als ein Erdbeben der Stärke 3 registriert werden.
Nach der Montage wurde die gesamte Bohrinsel soweit angehoben, dass diese 230 Meter über den Meeresspiegel ragte und im Mai 1995 zu ihrem Bestimmungsort gezogen werden konnte. Zehn Schlepper mit insgesamt 130.000 PS benötigten zehn Tage, um die Bohrinsel mit einer Geschwindigkeit von 1,7 Knoten zum 170 Seemeilen entfernten Troll-Gasfeld zu schleppen. Mit diesem Transport gilt die Plattform als das größte und schwerste je bewegte Bauwerk.
Nach dem Transport wurde die Troll A auf den Meeresboden abgesenkt. Innerhalb weniger Tage sackte die Bohrinsel aufgrund ihres Eigengewichtes etwa neun Meter in den weichen Meeresboden ein. Endgültig befindet sich die Arbeitsplattform etwa 30 Meter über dem Meeresspiegel. An ihrem Bestimmungsort wurde eine schwimmende Hotelplattform über eine Gangway mit der Troll A verbunden. Diese ist nicht verankert, sondern wird mit computergesteuerten Motoren auf ihrer exakten Position gehalten.
Als die Troll A ihre Arbeit aufnahm, wurden zunächst 40 Bohrgestänge in eine Tiefe von 1200 Meter in das Troll-Gasfeld getrieben. Im Spätsommer 1995 wurde mit dem Verlegen der Pipelines am Meeresgrund begonnen, so dass bereits im Mai 1996 die Gasförderung aufgenommen werden konnte. Die Gasrohrleitung wird durch einen diagonalen Tunnel vom 250 Meter tiefen Meeresboden bis zur Aufbereitungsstation an der Küste durch das norwegische Küstengebirge geführt. Die Bauarbeiten zu diesem Tunnel wurden bereits zu Beginn der Bauarbeiten an der Troll A begonnen und erwiesen sich als äußerst schwierig.
Die Kompressoren von Troll A werden über ein 70 km langes HGÜ-Seekabel von Kollsnes her versorgt. Als Stromrichterventile kommen IGBTs zum Einsatz. Der Motor des Kompressors mit einer Leistung von 40 MW wird mit 56 kV direkt aus dem Ausgang des Stromrichters gespeist.

## Technische Daten
- Baubeginn: 1992
- Fertigstellung: 1995
- Höhe: 472 m (vom Sockelboden bis zur Spitze des Gasfackelmastes)
- Gewicht: 656.000 t
- Wassertiefe am Standort: 303 m
- Projektkosten 4,75 Mrd. US-Dollar
- Stromversorgung: HGÜ Troll

## Film
Der amerikanische Fernsehsender Discovery Channel hat einen Dokumentarfilm über den Bau, den Transport und die Inbetriebnahme unter dem Titel Gasgigant in der Nordsee – Die Sea Troll produziert.

## Tiefstes Unterwasserkonzert
Am 3. Oktober 2006 fand im Sockel der Plattform – 303 Meter unter dem Wasserspiegel – ein Konzert der britisch-georgischen Sängerin Katie Melua statt. Unter großen Sicherheitsvorkehrungen spielte sie rund 30 Minuten vor einem nur 40 Personen zählenden Publikum. Das Konzert wurde als tiefstes Konzert, das jemals stattfand, ins Guinness-Buch der Rekorde eingetragen. Im Mai 2007 erschien die DVD-Dokumentation Concert Under The Sea, in der über die Vorbereitungen und das Konzert berichtet wird.